# Carcelia aequalis
Carcelia aequalis là một loài ruồi trong họ Tachinidae.